# Jeunes Filles de Paris
Pour plus de détails, voir Fiche technique et Distribution.
Jeunes Filles de Paris est un film français réalisé par Claude Vermorel, sorti en 1937.

## Fiche technique
- Titre : Jeunes Filles de Paris
- Réalisation : Claude Vermorel
- Assistants-réalisateur : Louis Demazure, Georges Rouquier
- Scénario et dialogues : Claude Vermorel
- Photographie : Louis Page, Jacques Mercanton et Maurice Pesquiné
- Montage : Marcelle Saysset
- Musique : Henri Verdun
- Décors : Jean Douarinou
- Directeur de production : Jean-Paul Dreyfuss
- Producteur délégué : Pierre Pellegrin
- Société de production : Les Productions Pellegrin
- Pays d'origine :  France
- Format :  Noir et blanc - 1,37:1 - 35 mm - son mono
- Genre : Comédie dramatique, Film d'action
- Durée : 90 minutes (1 h 30)
- Date de sortie : 
  - France : 5 février 1937[1]

## Distribution
- Michel Simon : le baron de Beaupoil, Milord
- Mireille Balin : Gine
- Paul Azaïs : Henri Maubert
- Nadia Sibirskaïa : Andrée Maubert
- Marguerite Moreno : la baronne de Beaupoil
- Maurice Baquet : Gaston
- Mady Berry : Mme Maubert
- Armand Bour : le vieux monsieur
- Raymond Cordy : Émile le taxi
- Jean Darcante : Roland
- Renée Dargent : Mimi
- Aline Debray
- Marcel Delaître : Maubert
- Charles Dorat : Jacques
- Claire Gérard : Mme Lavaut
- Gilbert Gil : Georges Levaut
- Léon Larive
- Françoise Morhange : Jeannette Maubert
- Pierre Palau : Levaut, le pharmacien
- André Roanne : Jo
- Gabrielle Roanne[2]